# Johnny English slår til igen
Johnny English slår til igen er en engelsk action- og komediefilm fra 2018 med Rowan Atkinson i hovedrollen som den klodsede agent Johnny English. Film er instrueret af David Kerr; det er en fortsættelse til Johnny English Reborn og er den tredje film i Johnny English-serien. Manuskriptet er skrevet af William Davies og produceret af Rowan Atkinson. Filmen blev udgivet i biograferne den 5. oktober 2018 i Storbritannien, i Danmark den 11. oktober og i USA den 26. oktober, af Universal Pictures.

## Cast
- Rowan Atkinson som Johnny English, en geografilærer og pensioneret MI7-agent, der kaldes tilbage for at udføre en mission.[2]
- Olga Kurylenko som Ophelia, en russisk spion, der efterforsker en Silicon Valley-milliardær.[3]
- Ben Miller som Bough, en MI7-agent, der var en gammel assistent for English.[4]
- Adam James som Pegasus, lederen MI7.[5]
- Emma Thompson som britisk premierminister[6]
- Jake Lacy som Jason Volta, en Silicon Valley-milliardær, der har opfundet et system, der kan forbedre dataforvaltning.[5]
- Pippa Bennett-Warner som Lesley[5]
- Miranda Hennessy som Tara[5]
- Irena Tyshyna som Viola Lynch[5]
- David Mumeni som Fabian[5]
- Tuncay Gunes som Ted Guest[5]
- Samantha Russell som Sveriges statsminister[5]
- Matthew Beard som P

Udover dette, har Charles Dance en cameo-optræden som Agent Seven.